# Parc provincial Turkey Point
Le parc provincial Turkey Point (anglais : Turkey Point Provincial Park) est un parc provincial de l'Ontario, au Canada située dans le comté de Norfolk.  Ce parc de 3 km2 a été créé en 1959.  Il est situé dans la réserve de biosphère de Long Point.